# Мис-Тийк
Мис-Тийк (на английски: Mis-Teeq), е британска момичешка музикална група създадена през 2000 г. В състава и влизат три момичета: Сабрина Вашингтон, Алиша Диксън и Сю-Елиз Наш. Групата има три албума, които са 2 пъти платинени в Топ 10 и седем последователни сингли с успех в класацията за сингли, както и в цяла Европа. Първоначално групата е квартет, включвайки Зена Макнали до напускането и през 2001 г. Имат издадени два албума „Lickin' on Both Sides“ и „Eye Candy“. Песента им „Scandalous“ включена във втория им албум се превръща в международен хит, достигайки в Топ 40 в САЩ. През февруари 2005 г. групата обявява, че се разделя, за да преследват солови кариери.

## Дискография

### Студийни албуми
- „Lickin' on Both Sides“ (2001)
- „Eye Candy“ (2003)

### Компилации
- „Mis-Teeq“ (2004)
- „Mis-Teeq: Greatest Hits“ (2005)

### Сингли
- „Why?“ (2001)
- „All I Want“ (2001)
- „One Night Stand“ (2001)
- „B with Me“ (2002)
- „Roll On/This Is How We Do It“ (2002)
- „Scandalous“ (2003)
- „Can't Get It Back“ (2003)
- „Style“ (2003)